# Zielebach
Zielebach é uma comuna da Suíça, situada no distrito administrativo de Emmental, no cantão de Berna. Tem 1,9 km² de área e sua população em 2018 foi estimada em 321 habitantes.